# Рейд Забродского
Рейд Забродского, рейд 95-й бригады — рейд подразделений 95-й отдельной десантно-штурмовой бригады с 19 июля по 10 августа 2014 года под командованием полковника Михаила Забродского во время войны на востоке Украины. Вместе с подразделениями 95 ОДШБр на различных этапах рейда взаимодействовали подразделения 25 ОПДБр, 30 ОМБр и 51 ОМБр. Согласно официальной информации, в ходе рейда бригада прошла около 470 км, из которых 170 км — в тылу противника. Во время рейда десантники 95 ОДШБр вступили в вооружённое столкновение с подразделениями ВС РФ.
Бригада Забродского прошла от Славянска до Мариуполя, затем вдоль российско-украинской границы, и через Луганск вернулась в Славянск. Бригада двигалась из Краматорска и провела бои с российскими и сепаратистскими силами в Бахмуте, Дебальцево, Саур-Могиле, Лимане (тогда Красный Луч) и в Луганске. В Луганске 95 бригада помогла находившемуся в осаде украинскому батальону, защищавшему Луганский аэропорт. Рейд освободил две заблокированные украинские бригады и вернул Луганский аэропорт. 23 июля 2014 бригада вернулась на свою сторону линии фронта.

## Замысел
В июне 2014 года руководством страны был разработан стратегический план, предусматривающий деблокирование Вооруженными Силами Украины российско-украинской границы, а также окружение Донецка и Луганска. В июле украинские подразделения, контролировавшие границу, попали в окружение на юго-востоке Луганской и на востоке Донецкой областей. Командование АТО разработало план разблокирования подразделений на границе. Согласно плану, подразделения 95 ОДШБр, 30 ОМБр, 51 ОМБР, 25 ОПДБр должны были занять Саур-Могилу, н. э. п. Степановка, Мариновка, установить контроль над пересечениями на р. Миус и обеспечить выход из окружающих подразделений 24 омбр, 72 омбр, 79 оамбр.

Роль ударных подразделений должны были играть батальоны 30 ОМБр и 95 ОДШБр, укомплектованные военнослужащими контрактной службы. Рейд 95-й аэромобильной бригады являлся неотъемлемой составляющей этой операции.
Была поставлена задача. Для того чтобы снять угрозу окружения и снять сложную обстановку, которая сложилась вдоль южных рубежей нашей страны на юге Донецкой области после того, как Российская Федерация начала применять средства поражения через линию государственной границы, была поставлена задача рейдовому отряду обеспечить вывод подразделений, которые на тот момент находились в южных районах Донецкой области.
Генерал-лейтенант Михаил Забродский, командующий ДШВ ВСУ (на момент проведения рейда — полковник, командир 95 ОАеМБр)

## Силы
Для участия в рейде было отобрано 400 лучших бойцов из 1-го и 13-го отдельного аэромобильных батальонов 95-й отдельной аэромобильной бригады. Все бойцы выражали желание поучаствовать.

## Ход событий
Рейд бригады осуществлялся в том числе в оперативном районе действий «сектор „Д“» — неконтролируемые ВСУ территории между Горловкой и отрезком границы с Россией Изварино — Кумачово.

### Бои за Лисичанск
Первыми боями в ходе рейда стали бои за освобождение Лисичанска. Согласно плану операции, подразделения 95 ОДШБр должны были провести рейдовые действия и выйти на южные окраины города, откуда начать зачистку. 24-я бригада должна была это сделать с севера. Вместе с 95 ОДШБр по двум направлениям с юга заходил батальон НГУ «Донбасс», осуществлял зачистку Лисичанска по направлению к центру. На подступах к Лисичанску было несколько укрепрайонов, построенных по всем правилам военной инженерии — дотами, замаскированными огневыми позициями, переходами и коммуникациями.
За два дня до начала штурма Лисичанска была отправлена разведка для выявления опорных пунктов боевиков. Разведчики обнаружили блокпост, о котором раньше ничего не было известно.
19 июля 95 подразделений ОДСБР шли в наступление. Первым уничтожили блокпост, который обнаружили разведчики.
Передовому отряду была поставлена задача овладеть стратегически важной высотой. С первого раза высоту не удалось завоевать, бойцы вынуждены были отступить.
Бой длился несколько часов. Впоследствии прибыло подкрепление, раненых эвакуировали в тыл. Истощенный боем противник начал покидать свои позиции. Боевая задача, поставленная перед десантом, была выполнена.
После этого десантники взяли под контроль нефтеперерабатывающий завод, не допустив его уничтожения сепаратистами. Бой продолжался с обеда до самого вечера. В бою 19 июля погибли 5 десантников и около 40 были ранены.
В Лисичанске были захвачены значительные запасы оружия и боеприпасов: противопехотные мины, фугасы и многое другое. Согласно маркировкам и датам это снаряжение было передано боевикам из России. Также десантники захватили бронированный грузовик, который пригодился во время дальнейшего рейда.
В целом, под Лисичанском десантники обеспечивали проход других войск, следовавших за 95-й бригадой.
'Это была самая большая радость за все время моей службы. Когда местные жители видели, что едут военные с украинской символикой, они бежали навстречу. По дороге развевались найденные сине-желтые флаги, натягивали вышиванки через головы. Выстраивались вдоль дороги, аплодировали, кричали "Слава Украине!", "Спасибо, что пришли!", пели гимн. И так происходило с сотнями людей в более чем десяти селах.
40
Василь Боднар, старшина 95-й бригады ВСУ.

### Рейд на Саур-Могилу
В рейд на Саур-Могилу 27 июля десантники 95 ОДШБр отправились из своего базового лагеря к северу от Артемовска (сейчас Бахмут). Выйдя на трассу Харьков — Ростов, двигались к с. Луганское, которое они обошли с севера через Мироновский. Далее подразделения десантников за Дебальцево свернули с трассы Харьков-Ростов и начали движение к югу.
Маршрут пролегал через населенные пункты Редкодуб, Стежковское, Стежково, Контарное, северные окраины Шахтерска. В районе с. Горное произошло сражение за блокпост.
Блок-пост вблизи железнодорожного переезда был первоначально уничтожен первой группой. Однако когда по тому же маршруту шла вторая группа, на нее устроили засаду. Засада тоже была уничтожена. Через сутки подразделения десантников повторно проходили мимо блок-поста и разрушили его до основания. Этот блок-пост находился на важной трассе Н21, по которой поступали подкрепления к боевикам.

После этого группа продолжила движение к югу, возле с. Терново повернув на юго-восток. Возле с. Петровского расположили полевой лагерь.
Утром 28 июля подразделения 95-й ОДШБр вместе с подразделениями 30-й ОМБр выдвинулись в определенные районы для штурма кургана Саур-Могилы. Отряды 95-й бригады во взаимодействии с 1-й БТГр 30 ОМБр провели штурм и захват кургана Саур-Могила. Впереди следовали танково-механизированные подразделения, за ними аэромобильные. Бой длился около 2 часов. 30-я ОМБр потеряла 2 БМП, одна взорвалась на мине, вторую подбили. Штурмовые группы обстреливали из «Градов» боевики и россияне.
Позиции на высоте должны были быть переданы БТГр «Колос» 51 ОМБр. Пехотинцы содержали Саур-могилу с 21:00 вечера 28 июля до 4:00 утра 29 июля. Но из-за сильного артиллерийского обстрела с российской территории подразделениям 51 ОМБр пришлось отступить. По информации ГНСУ, огневую поддержку террористов под Савур-могилой осуществляли российские военные из района села Новоалександровское. Установки «Град» стреляли с российской территории с расстояния 200—300 метров от границы.

### Изваринский котел
После штурма Саур-Могилы следующим этапом рейда стало участие десантников в операции вывода оказавшихся в окружении на границе в так называемом Изваринском (южном) котле украинских подразделений. В этой операции участвовали БТГр 95-й бригады, БТГр и реактивный артиллерийский дивизион 30-й механизированной бригады, ротная тактическая группа 72-й механизированной бригады, отдельные силы и средства 3-го полка специального назначения. Всего в ходе операции участвовали 1611 военнослужащих.

#### Бои за Степановку
Первым испытанием в этой операции стало освобождение Степановки Шахтерского района.
Благодаря удачной атаке с северо-западного направления двух механизированных, одной танковой роты 30-й ОМБр было сломлено сопротивление врага. Через час-полтора украинские войска заняли юго-западную часть населенного пункта. Сразу начались обстрелы со стороны Дмитровки, Мариновки и территории РФ. Несколько дней украинские войска потратили на окончательную зачистку Степановки.
Захватили два танка боевиков.
В боях за освобождение и зачистку Степановки и в результате обстрелов, по состоянию на 29 июля подразделения ВСУ потеряли 2 танка и 2 БТРа.
Также в боях за освобождение Степановки участвовали подразделения ДУК «Правый сектор». Бои за Степановку продолжались до 5 августа.
После этого 6 августа украинские войска освободили Мариновку.
После освобождения Степановки и Мариновки был открыт путь для отступления заблокированных в районе границы частей 72-й бригады.

### Бои за переправу на Миусе
Для отвлечения внимания противника от прорыва частей Сектора «Д» из окружения под Изварино 4 августа подразделения 95-й десантно-штурмовой бригады перешли реку Миус и начали рейд в тылу боевиков в районе города Красный Луч (ныне Хрустальный).
В течение дня 6 августа батальоны 95 ОДШБр и 30 ОМБр перешли в наступление в районе населенных пунктов Латышево и Россыпное.
6 августа заблокированные подразделения начали выходить из оцепления. Для этого использовали приведенную переправу через р. Миус за 3 км к северу от Дмитровки. В связи с трудностями (притопленный мост, тьма, плохо подготовленный личный состав) решено искать брод.
Подразделения 95 ОДШБр вместе с 30 ОМБр установили контроль над переправой на р. Миус за 19 км от границы с РФ. Во время переправы враг постоянно обстреливал украинские подразделения, в том числе и с территории РФ. Несколько раз россияне разбивали переправу огнем артиллерии.
Танкисты заняли господствующую высоту для прикрытия переправы. Ее удерживали два дня, пока все подразделения не переправились через реку. После этого танкисты оставили свои позиции.
В течение 6-7 августа на правом берегу р. Миус был выведен в 5 батальонов из состава 24-й, 51-й, 72-й и 79-й бригад ВСУ и Государственной пограничной службы, оборонявших государственную границу. Это около 3 тысяч человек и более 250 единиц техники. Потери за весь период операции (одна неделя) — 74 раненых и 11 погибших. Непосредственно при выходе потерь не было.
Блокпосты к переправе выставил 3-й батальон 30 ОМБр для охраны маршрута. После успешной переправы подразделения 95 оаэмбр и 30 омбр отправились в направлении Миусинска.

#### Бои за Миусинск и Красный Луч
В последующие дни десантники 95-й бригады успешно передвигались по тылу противника. Следующим этапом рейда стало участие подразделений 95 ОДШБр в создании коридора на участке Степановка — Красный Луч — Красная Поляна — Лутугино для изоляции боевиков от поступления подкреплений с территории РФ.
Украинские подразделения — БТГр 95-й бригады и 1 БТГр 30 ОМБр — находились в сложном положении. Боевики размещали свои РЗВО в жилых кварталах городов, терриконы использовались для позиций артиллерии.
8 августа силы АТО заняли Миусинск, прервав связь между Снежным и Красным Лучом. Однако, поскольку боевики продолжали удерживать Дмитровку, удержаться силам АТО в городе не было возможности. 9 августа силы АТО предприняли неудачную попытку освобождения города Красный Луч.
В секторах «А» и «Д» 8 — 11 августа батальонно-тактическая группа 95-й воздушно-десантной бригады, 1-я и 2-я батальонно-тактические группы 30-й механизированной бригады при поддержке реактивных и артиллерийских дивизионов «пробили» коридор на участке Степановка — Красный Луч — Червона Поляна — Лутугино с целью создания внешнего кольца изоляции незаконных вооруженных формирований, сконцентрированных в Донецкой и Луганской агломерациях. Блокпосты и опорные пункты в районе Степановки были переданы 3-й батальонной тактической группе и танковому батальону 30-й бригады, а для удержания позиций в районе Миусинска была направлена рота 72-й механизированной бригады, которые вместе должны были обеспечить коридор на участке Степановка — Красный Луч. Во время этих рейдовых действий произошли первые боевые столкновения бойцов упомянутых частей с регулярными армейскими подразделениями РФ.
10 августа украинские военные полностью перекрыли связь боевиков между Донецком и Луганском и соединились с подразделениями ВС Украины в районе Лутугино (Сектор «А» — территория северных районов Луганской области от границы с Россией вдоль реки Северский Донец (приток Дона) возле сел Крымское, Новотошковское, Золотое, Орехово). Продвигаясь на север, БТГр 95 ОДШБр перерезала дорогу между Красным Лучем и Антрацитом. Этой дорогой шли поставки боевиков. Десантники выставили блокпосты на угрожающих направлениях. Навстречу 95 ОДШБр со стороны Красной Поляны выдвинулось 2 БТГр 30 ОМБр, замкнув внешний круг окружения.

### Возвращение
Из-за отсутствия резервов было принято решение вывести батальонно-тактическую группу 95-й бригады в район Дебальцево рейдом по тылам противника в направлении Красный Луч — Дебальцево. 10 августа подразделения 95 ОДШбр вышли из района Красный Луч-Антрацит и, пройдя по тылам противника в направлении Дебальцево, преодолев более 90 км, десантники 95-й бригады вернулись в исходную зону около Славянска. В секторе «А» к тому времени было практически завершено блокирование Луганска и взяты под контроль населенные пункты Лутугино, Георгиевка, Новосветловка и Хрящеватое.
Всего в течение рейдовых действий было преодолено более 400 км, из них 170 км с боями.
Подразделения 95-й бригады, пробивавшие коридор для окруженных в изваринском котле частей, понесли тяжелые потери как в личном составе, так и в технике. Известно о 13 погибших воинах-десантниках.
В места начальной дислокации вернулось только 40 % единиц техники. По свидетельству участников рейда, ни одной исправной единицы техники врагу не было сдано.

## Результаты рейда
Согласно официальной информации, десантники совершили 470-километровый рейд по тылам сепаратистов, и при этом уничтожили три вражеских блокпоста. Однако самым важным достижением стало разблокирование и создание коридора для выхода из окружения подразделений на границе. Благодаря умелым действиям десантников и пехотинцев, из окружения вышли 3 тысячи человек и более 250 единиц техники.
В середине августа были проведены успешные операции, направленные на разрыв коммуникаций группировок боевиков и поддерживавших их подразделений РФ, и созданы условия для блокирования боевиков в районах городов Горловка, Алчевск, Стаханов, Луганск и Донецк, что позволяло надеяться на успешное завершение АТО к середине сентября. В этих условиях Россия совершила акт открытой агрессии против Украины. Вторжение регулярных частей ВС РФ на территорию Украины изменило соотношение сил в пользу противника и привело к значительным потерям в личном составе и технике украинских сил.

## В СМИ
Информация о проведении подразделениями ВСУ рейда появилась на второй день после начала — 28 июля появилось сообщение пресс-службы АТО. Пресс-служба даже указала маршрут рейда на участке от Дебальцево до Шахтерска. 6 августа Военное телевидение Украины выложило видео «Рейд десантников на Саур Могилу». Видео демонстрирует приготовление к рейду в базовом лагере десантников под Бахмутом (Артемовском), маршрут рейда в Дебальцево и Савур-Могилу. 11 августа Пресс-служба АТО сообщила о возвращении подразделений 95 ОДШБр по рейду в тылу врага. Эту новость сразу же подхватили все ведущие украинские СМИ и телеканалы.

Вторая волна любопытства и самая мощная к тематике рейда в СМИ поднялась после публикации интервью для ТСН американского военного эксперта Филиппа Карбера. Карбер высоко оценил боевые качества 95 ОДШБр и его командира Михаила Забродского.
Моя любимая история - о украинской 95-й бригаде. Слушайте внимательно и расскажите всем. Это лучшая бригада такого типа во всем мире. Я знаю точно, потому что видел их много раз. Впервые я встретился с ними в конце марта - начале апреля 2014 года. Я скажу, что они действительно самая крутая украинская бригада, потому что они даже служили с американскими военными на Ближнем Востоке. Даже тогда (весной) у них уже было некоторое цифровое оборудование и даже легкобронированные автомобили.
...украинцы вообще не знают, насколько он особенный. Михаил Забродский и его 95-я бригада в начале августа вошли в военную историю. Они прорвали линию обороны сепаратистов, совершили марш до Мариуполя, вернулись вдоль границы, уничтожили несколько российских артиллерийских дивизионов, которые уже находились на украинской стороне границы, завладели их оружием и оборудованием, проехали российскими танками до самого Луганска и вернулись к Славянску. И это - самый долгий рейд вооруженного формирования в военной истории мира. Это невероятная работа, поверьте. К сожалению, это произошло за две недели до российского наступления. То есть, если бы это случилось чуть позже, они бы атаковали россиян с тыла, и ход войны складывался бы иначе. Но это не их ошибка. Они вообще - воздушно-десантная бригада, а не танковый отряд. У них не было ни приборов ночного видения, ни бронежилетов. К слову, американских бронежилетов в 95-й до сих пор нет. Есть те, которые покупали украинские волонтеры. И поэтому 95-я - мой самый любимый опыт сотрудничества с украинцами.

### Фильм «Рейд»
В августе 2015 года появился трейлер к предстоящему фильму «Рейд», посвященный событиям рейда и ситуации, сложившейся до и во время российского вторжения в августе.
Работа над Рейдом продолжалась с конца июля 2015 года и была завершена 11 октября того же года. Фильм сняли Центральная телерадиостудия Министерства обороны Украины («Военное телевидение Украины») в партнерстве с кинокомпанией Film.ua.
Премьера телефильма Рейд. Сила непокоренных" состоялась 12 октября 2015 в киевском кинотеатре «Украина». Телевизионная премьера состоялась 14 октября 2015, в День защитника Украины, в эфире ряда общенациональных каналов.